# Nuri Kaheil
Nuri Kaheil ist ein ehemaliger libyscher Radrennfahrer.

## Sportliche Laufbahn
Kaheil war im Straßenradsport aktiv. Er war Teilnehmer der Olympischen Sommerspiele 1980 in Moskau. Im olympischen Straßenrennen schied er wie alle Fahrer seines Landes aus.
Im Mannschaftszeitfahren wurde Libyen mit Khalid Shebani, Ali Hamid El-Aila, Mohamed El-Kamaa und Nuri Kaheil auf dem 21. Rang von 23 gestarteten Teams klassiert.